# 海德帕克 (佛蒙特州)
海德帕克（英語：Hyde Park，或譯海德角）位于美国佛蒙特州北部，是拉莫伊尔县的县治所在，面积101平方公里。根据2000年美国人口普查，共有2,847人，其中白人占97.75%。